# Lemmingi: Rewolucja
Lemmingi: Rewolucja (tytuł oryginalny Lemmings: Revolution) – komputerowa gra logiczna należąca do serii Lemmings, wydana 28 kwietnia 2000. Gracz dostaje w niej zadanie wyprowadzenia tytułowych lemingów z labiryntu, który zbudowali wrogowie tych istot – mustele. Podobnie jak w poprzednich częściach gracz przydziela lemingom specjalne umiejętności, jednak nie może sterować nimi bezpośrednio.

## Rozgrywka
Podstawową widoczna zmianą w stosunku do poprzednich części serii jest układ planszy. W poprzednich grach plansza była płaska, a leming mógł odbić się od jej końca i zmienić swój kierunek. W grze Lemmingi: Rewolucja plansza oparta jest na walcu, który lemingi mogą okrążyć. Cała idea nie jest nowa: pierwszy raz była użyta w 8-bitowej grze Nebulus, stworzonej na Commodore 64. Plansza widoczna jest z jednego punktu, a użytkownik może w prosty sposób obracać ją w prawo lub w lewo. Istnieje również tryb przybliżania poprzez wciśnięcie spacji, w którym gracz ma możliwość zmiany kąta widzenia.
Tak jak w poprzednich seriach lemingi mogą posiadać osiem umiejętności, między innymi kopanie w danym punkcie oraz uczynienie leminga strażnikiem zagradzającym drogę innym istotom. Różne umiejętności przydatne są w różnych sytuacjach, bowiem na licznych poziomach istnieją nowe rodzaje przeszkód – mustele zabijające lemingi, pola grawitacyjne, dźwignie, wrota czy zapadające się podłogi. Gracz ma do dyspozycji również przyciski odpowiadające za przyspieszenie gry oraz poddanie się.
Do dyspozycji gracz ma 102 plansze, które ułożone są w sposób hierarchiczny (trójkątna struktura). Przechodząc jedną planszę, gracz odblokowuje dwie następne, o wyższym stopniu trudności. Im więcej ich gracz zaliczy, tym więcej ma plansz o coraz większym stopniu trudności. W ten sposób można przejść do finalnego poziomu, omijając niektóre plansze.